# I. e. 375
Évszázadok: i. e. 5. század – i. e. 4. század – i. e. 3. század
Évtizedek: i. e. 420-as évek – i. e. 410-es évek – i. e. 400-as évek – i. e. 390-es évek – i. e. 380-as évek – i. e. 370-es évek – i. e. 360-as évek – i. e. 350-es évek – i. e. 340-es évek – i. e. 330-as évek – i. e. 320-as évek
Évek: i. e. 380 – i. e. 379 – i. e. 378 – i. e. 377 –  i. e. 376 – i. e. 375 – i. e. 374 – i. e. 373 – i. e. 372 – i. e. 371 – i. e. 370

## Események

### Görögország
- Pelopidasz a thébai szent csapat élén a boiótiai Orkhomenoszba indul, mert megtudta, hogy annak spártai helyőrsége Lokriszba vonult. A város közelében azonban tudomására jut, hogy időközben a spártaiak megerősítették a helyőrséget. A thébaiak visszafordulnak, de útközben összetalálkoznak a Lokriszból visszatérő eredeti, jelentős létszámfölényben lévő spártai kontingenssel, amelyet a tegürai csatában megfutamítanak.
- A görög városállamok a perzsa nagykirály kezdeményezésére megújítják a korinthoszi háborút lezáró ún. király békéjét. Bár a szerződés garantálja a városállamok szuverenitását és tiltja a szövetségeket, Thébai nem hajlandó feloszlatni a boiótiai szövetséget.
- Az oxübelesz ostromgép (nagy, állványra szerelt számszeríj) első használata.

### Itália
- Gaius Licinius Stolo és Lucius Sextius Lateranus néptribunusok benyújták a plebeiusok helyzetét erősítő Leges Liciniae Sextiae törvényjavaslataikat (korlátozzák a patríciusok által elfoglalható állami földeket, könnyítenek az adósok helyzetét, lehetővé teszik plebeiusok consullá való megválasztását). A javaslatok a patríciusok ellenállásával találkoznak és a többi néptribunus segítségével megakadályozzák megszavazásukat. Stolo és Lateranus ezután öt éven keresztül megvétózza a közhivatalnokok (aedilisek, praetorok, consulok és censorok) megválasztását (i.e. 370-ben a háborús helyzet miatt ettől eltekintettek).

### Kína
- Han állam annektálja Cseng államot.
- Csou Lie-vang lép a Csou-dinasztia trónjára.

## Születések
- Fekete Kleitosz, Nagy Sándor hadvezére

## Halálozások
- Athéni Kratipposz, görög történetíró

## Fordítás
- Ez a szócikk részben vagy egészben  a(z)   375 BC című angol Wikipédia-szócikk ezen változatának fordításán alapul.  Az eredeti cikk szerkesztőit annak laptörténete sorolja fel. Ez a jelzés csupán a megfogalmazás eredetét és a szerzői jogokat jelzi, nem szolgál a cikkben szereplő információk forrásmegjelöléseként.
- Ez a szócikk részben vagy egészben  a(z)   375 v. Chr. című német Wikipédia-szócikk ezen változatának fordításán alapul.  Az eredeti cikk szerkesztőit annak laptörténete sorolja fel. Ez a jelzés csupán a megfogalmazás eredetét és a szerzői jogokat jelzi, nem szolgál a cikkben szereplő információk forrásmegjelöléseként.